# Alice Carvalho
Alice Gabrielle Affonso Carvalho (Natal, 15 de junho de 1996) é uma atriz, roteirista, dramaturga e escritora brasileira. Ficou conhecida ao protagonizar a série Cangaço Novo (2023), em que interpretou Dinorah.

## Biografia e carreira
Alice Carvalho nasceu na cidade de Natal, capital do estado do Rio Grande do Norte, e foi criada na cidade de Parnamirim, na Região Metropolitana de Natal. Quando criança, teve o primeiro contato com o teatro como uma forma de terapia para amenizar a hiperatividade. Na adolescência, após vários testes e rejeições, experimentou pela primeira vez a criação de histórias, e assim nasceu a websérie SEPTO em 2016, criada ao lado de outros roteiristas e amigos potiguares.
Na websérie, que ao longo do tempo ganhou três temporadas graças ao sucesso na internet, a atriz atuou como idealizadora e protagonista ao dar a vida à Jéssica Borges, uma jovem triatleta que vive o sonho do pai de vê-la nas Olimpíadas. Além disso, a trama retratou o romance entre Jéssica e Lua, uma instrutora de surf interpretada por Priscilla Vilela.
Em seguida, interpretou Amanda na segunda temporada da websérie Manu, fez uma participação na série Segunda Chamada, onde atuou ao lado de Felipe Simas, e protagonizou o curta-metragem Bege Euforia. Além disso, atuou como diretora, roteirista e protagonista do videoclipe da música A vida é curta demais pra viver depois, da banda BaianaSystem.
Em 2021, Alice é escolhida para protagonizar a série Cangaço Novo, lançamento da Amazon Prime Video. Ela interpreta Dinorah Vaqueiro, que, ao lado dos personagem de Allan Souza Lima e Thainá Duarte, que interpretam seus irmãos na produção, formam o trio protagonista da série. Na trama, que se passa em uma cidade fictícia no interior do Ceará, Dinorah é descendente do famoso cangaceiro Amando Vaqueiro, e comanda um grupo de cangaço que leva o legado de seu pai a diante. Dirigida por Fábio Mendonça e Aly Muritiba, a trama lançou em 18 de agosto de 2023, sendo considerada um sucesso internacional, ocupando a lista de "mais assistidos" da Prime Video em diversos países ao redor do mundo.
Paralelamente, Alice grava a novela Guerreiros do Sol, criada por George Moura e Sergio Goldenberg, com direção de Rogério Gomes e que será lançada na segunda metade de 2024 no Globoplay, sistema de streaming da TV Globo. Na trama, que também terá como tema central o cangaço, a atriz vai viver Otília, irmã da protagonista Rosa (Isadora Cruz) que formará um casal com a personagem de Alinne Moraes, Jânia.
Logo após o sucesso de Cangaço Novo e as gravações de Guerreiros do Sol acabarem, Alice foi escalada para outra novela da TV Globo, dessa vez no horário das nove: Renascer, remake da telenovela homônima de 1993. Na trama, assumiu o papel da catadora de caranguejos Joana, esposa do personagem Tião (Irandhir Santos), e que sofre dos assédios do patrão, o grande vilão Egídio (Vladimir Brichta). Na história original, a personagem foi vivida por Tereza Seiblitz. No ano seguinte, fez sua estreia como cantora ao colaborar com a banda BaianaSystem e a cantora Anitta na canção Balacobaco. 

## Filmografia

### Televisão
| Ano  | Título            | Personagem                | Notas         |
| ---- | ----------------- | ------------------------- | ------------- |
| 2019 | Segunda Chamada   | Fátima                    | Episódio: "7" |
| 2023 | Cangaço Novo      | Dinorah Vaqueiro          | [ 14 ]        |
| 2024 | Renascer          | Joana de Pádua (Joaninha) | [ 10 ]        |
| 2025 | Guerreiros do Sol | Otília Pellegrino         | [ 9 ]         |

### Cinema
| Ano  | Título           | Personagem | Notas          |
| ---- | ---------------- | ---------- | -------------- |
| 2022 | Bege Euforia     | Raquel     | Curta-metragem |
| 2023 | Ângela           | Lili       |                |
| 2025 | O Agente Secreto | Fátima     |                |

### Internet
| Ano     | Título | Personagem     | Notas                       |
| ------- | ------ | -------------- | --------------------------- |
| 2016–19 | Septo  | Jéssica Borges | Websérie, também roteirista |
| 2020    | Manu   | Amanda         | Websérie                    |

### Videoclipes
| Ano  | Canção                            | Álbum     | Artista                 | Função                       | Ref.  |
| ---- | --------------------------------- | --------- | ----------------------- | ---------------------------- | ----- |
| 2021 | "A Vida é Curta pra Viver Depois" | OxeAxeExu | BaianaSystem, Carolaine | Diretora, roteirista e atriz | [ 5 ] |
| 2024 | "Louva Deusa"                     |           | Letrux                  | atriz                        |       |

## Prêmios e indicações
| Ano  | Prêmio                      | Categoria                                   | Indicação                       | Resultado |
| ---- | --------------------------- | ------------------------------------------- | ------------------------------- | --------- |
| 2017 | Rio Webfest                 | Melhor Série Dramática                      | Septo                           | Indicada  |
| 2017 | Rio Webfest                 | Melhor Roteiro Drama                        | Septo                           | Indicada  |
| 2017 | Rio Webfest                 | Melhor Elenco (Drama)                       | Septo                           | Venceu    |
| 2017 | Rio Webfest                 | Melhor Série Brasileira                     | Septo                           | Indicada  |
| 2017 | Buenos Aires Web Fest       | Melhor Websérie (voto popular)              | Septo                           | Venceu    |
| 2017 | Out Web Fest                | Melhor Serie LGBTQ+ Estrangeira             | Septo                           | Venceu    |
| 2017 | Asia Web Awards             | Melhor Atriz                                | Septo                           | Indicada  |
| 2017 | Asia Web Awards             | Melhor Drama                                | Septo                           | Indicada  |
| 2017 | Seoul Webfest               | Melhor Atriz - Internacional                | Septo                           | Indicada  |
| 2017 | Seoul Webfest               | Melhor Drama - Internacional                | Septo                           | Indicada  |
| 2017 | Troféu Cultura              | Audiovisual                                 | Septo                           | Venceu    |
| 2017 | Troféu Cultura              | Artista do Ano                              | Septo                           | Venceu    |
| 2019 | Rio Webfest                 | Melhor Série Dramática                      | Septo                           | Indicada  |
| 2019 | Rio Webfest                 | Melhor Atriz Drama                          | Septo                           | Indicada  |
| 2019 | Rio Webfest                 | Melhor Série Brasileira                     | Septo                           | Indicada  |
| 2020 | Seoul Webfest               | Melhor Atriz                                | Septo                           | Indicada  |
| 2020 | Rio Webfest                 | Melhor Elenco (Drama)                       | Septo                           | Indicada  |
| 2020 | Changing Face Film Festival | Melhor Atriz em Websérie                    | Septo                           | Venceu    |
| 2021 | Troféu Cultura              | Melhor Atriz                                | Septo                           | Indicada  |
| 2021 | Troféu Cultura              | Artista do Ano                              | Septo                           | Indicada  |
| 2021 | Rio Webfest                 | Melhor Série de Diversidade                 | Bora                            | Indicada  |
| 2021 | Rio Webfest                 | Melhor Videoclipe                           | A Vida É Curta Pra Viver Depois | Indicada  |
| 2023 | Splash Awards               | Melhor Atuação em Série Nacional            | Cangaço Novo                    | Indicada  |
| 2023 | Prêmio Potências!           | Atriz do Ano                                | Cangaço Novo                    | Venceu    |
| 2023 | Troféu Cultura              | Melhor Ator/Atriz                           | Cangaço Novo                    | Venceu    |
| 2023 | Troféu Cultura              | Artista do Ano                              | Cangaço Novo                    | Venceu    |
| 2023 | Prêmio Cosmos               | Melhor Atuação Feminina em Série            | Cangaço Novo                    | Indicada  |
| 2023 | Prêmio APCA de Televisão    | Revelação                                   | Cangaço Novo                    | Venceu    |
| 2024 | Prêmio Platino              | Melhor Atriz de Série                       | Cangaço Novo                    | Indicada  |
| 2024 | Splash Awards               | Melhor Atuação Revelação em Novela ou Série | Cangaço Novo                    | Indicada  |
| 2024 | Prêmio Grande Otelo         | Melhor Atriz de Série                       | Cangaço Novo                    | Venceu    |
| 2024 | Prêmio Grande Otelo         | Melhor Atriz Coadjuvante de Filme           | Ângela                          | Indicada  |
| 2024 | Prêmio Noticiasdetv.com     | Melhor Atriz Revelação                      | Cangaço Novo / Renascer         | Indicada  |
| 2024 | Prêmio Potências            | Atriz Coadjuvante                           | Renascer                        | Indicada  |
| 2024 | Melhores do Ano             | Revelação do Ano                            | Renascer                        | Indicada  |
| 2024 | Prêmio Gshow                | Melhor Casal (com Irandhir Santos)          | Renascer                        | Indicada  |
| 2024 | Troféu Sala de TV           | Melhor Revelação                            | Renascer                        | Venceu    |
| 2024 | Prêmio Área VIP             | Melhor Revelação da Mídia                   | Renascer                        | Pendente  |
| 2024 | Melhores do Ano - Duh Secco | Melhor Atriz Revelação                      | Renascer                        | Venceu    |